# Euphorbia kuriensis
Euphorbia kuriensis är en törelväxtart som beskrevs av Friedrich Vierhapper. Euphorbia kuriensis ingår i släktet törlar, och familjen törelväxter. IUCN kategoriserar arten globalt som sårbar.
Artens utbredningsområde är Socotra. Inga underarter finns listade i Catalogue of Life.